# 백기 (경마)
백기(ADVANCE FLAG)는 경주 성립여부를 알리는 흰 깃발로, 발주지점 전방 150미터에 제1백기, 300미터에 제2백기를 배치하여 발주지점에 있는 청기의 지시에 따라 발주가 성립되면 기를 위에서 아래로 내리고 발주가 불성립되면 좌우로 흔들어 전진하는 기수에게 재발주가 이루어져야함을 알린다.